# Famille Allegrini
Pour les articles homonymes, voir Allegrini.
Cette page explique l’histoire ou répertorie les différents membres de la famille Allegrini.
La famille Allegrini est une famille d'artistes italiens, des peintres baroques :
- Flamminio Allegrini da Cantiano (?-1635) ;
- Francesco Allegrini da Gubbio (1587-1663) ;
- Flaminio Allegrini (1624-1684) ;
- Anna Angelica Allegrini (XVIIe siècle).